# Сульфид нептуния(II)
Сульфид нептуния(II) — бинарное неорганическое соединение,
соль нептуния и сероводородной кислоты
с формулой NpS,
кристаллы.

## Получение
- Нагревание в вакууме стехиометрической смеси порошкообразного нептуния и сульфида нептуния(III):

{\displaystyle {\mathsf {Np_{2}S_{3}+Np\ {\xrightarrow {1600^{o}C}}\ 3NpS}}}

## Физические свойства
Сульфид нептуния(II) образует кристаллы 
кубической сингонии, 
пространственная группа F m3m,
параметры ячейки a = 0,5546 нм.